# Baird Bay
Baird Bay is een plaats in de Australische deelstaat Zuid-Australië.